# LV-426
LV-426 (též zvaný Acheron) je fiktivní planetoid (často špatně označovaný jako planeta), který se objevil ve filmové sérii vetřelce.
LV-426 obíhá planetu Calpamos (která má tři měsíce a druhým z nich je LV-223) v Zeta II souhvězdí Sítě 39 světelných let od Země. Jeho velikost, hustota, gravitační zrychlení je alespoň zhruba podobné tomu zemskému, protože později v ději série je tento planetoid vybrán k teraformaci a osídlení. Jeho povrch je většinou tvořen nehostinnými skalami a není známo, zdali se na něm nachází voda v tekutém stavu. Jeho atmosféra se v prvním dílu série skládá většinou z dusíku a metanu, v druhém (o 57 let později) je LV-426 již teraformován a má dýchatelnou atmosféru. 

## Vetřelec
Ve filmu Vetřelec, odehrávajícím se v  roce 2122, zde přistává modul vlečné vesmírné lodi Nostromo poté, co její počítač zachytil neznámý signál z jeho povrchu. Podle předpisů společnosti Weyland-Yutani musí posádka signál identifikovat. Při průzkumu však zjistí, že signál není voláním o pomoc, ale varováním. Během průzkumu vraku nalezené lodi je jeden člen posádky infikován zárodkem vetřelce. Později, poté, co se modul opět připojí k Nostromu a ta opustí orbit LV-426, se posádka dozví o vývojovém cyklu vetřelce (stádiu facehugger a chestburster), stejně jako o jeho nebezpečnosti. Navíc se přijde na to, že jeden z členů posádky je android, který o organismu věděl a jehož úkolem bylo získat vzorek i za cenu obětování posádky. Poté, co vetřelec zabije několik lidí na lodi, se zbytek posádky rozhodne Nostromo opustit v záchranném modulu a ještě předtím na této lodi spustit autodestrukci. Podaří se to ale jenom Ellen Ripleyové.

## Alien: Isolation
LV-426 se objevuje také ve hře Alien: Isolation – 15 let po přistání modulu z Nostroma. Jedná se o interaktivní intermezzo hrané za postavu Marlowa – vesmírného hledače cenností, který poblíž mimozemské lodi přistál spolu se svým týmem několika dalších dobrodruhů, taktéž s úmyslem prozkoumat neznámý signál. Dostanou se do lodi, vypnou vysílač signálu, uvidí některé vybavení posádky Nostroma a stejně jako tehdy oni se spustí na nižší úroveň mezi vajíčka vetřelců a jeden z týmu je infikován facehuggerem.

## Vetřelci
Děj filmu Vetřelci se odehrává 57 let po událostech z prvního dílu – dobu, po kterou Ripleyová putovala hibernována vesmírným prostorem v záchranné lodi, než si jí všimla lidská civilizace. V mezidobí společnost Weyland-Yutani rozhodne o teraformaci a osídlení LV-426. Vybudují na něm kolonii nazvanou Hadley's Hope pro cca 50 planetárních inženýrů a jejich rodin a u ní atmosférický výměník – nukleární zařízení, které je schopno vytvářet dýchatelnou atmosféru. Těsně poté, co s Ripleyovou proběhne briefing, po kterém jí společnost odebere leteckou licenci, ztratí s LV-426 spojení. Společnost reaguje tím, že k ní vyšle loď USS Sulaco s posádkou vesmírných mariňáků. Poté, co se dostanou do kolonie, zjistí, že základna byla vybita vetřelci, kteří následně zaútočí i na ně. Vojenský zásah, který se promptně změní v ústup a při němž zahyne většina vojáků, končí výbuchem atmosférického výměníku, čímž dojde i ke zničení přilehlé základny s vetřelci.
2. díl v režisérské verzi obsahuje několik minut záběrů kolonizátorů LV-426 z Hadley's Hope před a v momentě, kdy se jedno z vetřelčích vajíček otevře a facehugger se přisaje na svou první oběť. Ve verzi pro kina byly tyto záběry vynechány.